# Giga (forma musicale)
La giga [ˈd͡ʒiːɡa], anche gigue [ʒiɡ] in francese, Gique [ʒik] talvolta in tedesco e jig [ʒiːɡ] in inglese, è una danza di andamento veloce o molto veloce molto in uso nel XVII e nel XVIII secolo, in tempo ternario. Diffusasi dapprima nelle isole britanniche e poi nel resto d'Europa, troviamo già nel XV secolo danze e canti denominati come Jig.

## Etimologia
L'etimologia è molto controversa. Il termine italiano giga deriva dall'inglese jig, gigge, jegge: i primi nomi utilizzati per indicare la danza. Secondo alcuni, questo termine, legato al tedesco geige, riporta a un verbo germanico (geigan) con il significato di agitarsi, vibrare. Quest'ultimo, legato all'antico norreno geiga, deriva da geigr, in italiano tremito, il quale potrebbe derivare dai termini francesi gigue o gigot, in italiano gamba, coscia. I seguenti termini potrebbero riferirsi alla forma dello strumento musicale omonimo, ma anche al ballo, se s'intende la gamba e la coscia in movimento. Infatti, da essi derivano giguer, gigoter, che significano sgambettare, ballare, saltare. Probabilmente gigue deriva a sua volta dal tedesco alto medievale, gîge, il quale proviene da gîga. Quest'ultimo, infine, riporta all'antico scandinavo gîgja. Da gîge proverrebbe il termine provenzale, giga il quale ha dato nome allo strumento musicale omonimo.

Secondo altri, il nome del ballo deriverebbe dall'italiano medievale giga. Quest'ultimo era utilizzato per indicare una danza accompagnata da strumenti ad arco.

## Storia
La giga ha, probabilmente, origini inglesi o irlandesi. Viene citata per la prima volta da G. Martin nel 1589, come danza irlandese di origine popolare e corale. Secondo Enciclopedia Italiana Treccani la giga musicale ha origine da forme vocali. Successivamente, la danza viene importata in Scozia ed in Inghilterra, dove, nel 1600, diventa famosa la Kempe's Jig. La Kempe's Jig (in italiano La jig di Kempe) era una sorta di farsa umoristica dove la danza rimaneva, comunque, in primo piano. William Kempe aveva creato la sua jig mischiando la danza popolare con il canto e la recitazione e molto spesso, trattava spesso degli argomenti indecenti. Nel Country measures, rounds, and jiggs (1603) la giga viene citata ancora una volta come danza di gruppo.

I brani più antichi superstiti risalgono a questo periodo e portano il nome di jig. Nel My Ladye Nevells Booke di William Byrds compare un brano intitolato A Galliard Gygge datato 1591. Nei manoscritti di John Dowland compaiono differenti gighe, come per esempio Mrs Vauxes Gigge o Mistris Winters Jumpe - pezzi molto allegri, assomiglianti ad una Corrente o ad una Volta.  Anche nel Fitzwilliam Virginal Book possiamo trovare altri esempi di gighe. Le prime gighe le troviamo scritte in tempi ternari: 38, 98, ma anche in binari: 24, 64, 22 e si presentano di carattere simile alle altre danze di movimento vivace, come il saltarello o la gagliarda. Sotto la Regina Elisabetta I, la giga diventa danza di corte e grazie a William Shakespeare possiamo avere una descrizione della danza originale scozzese e irlandese.

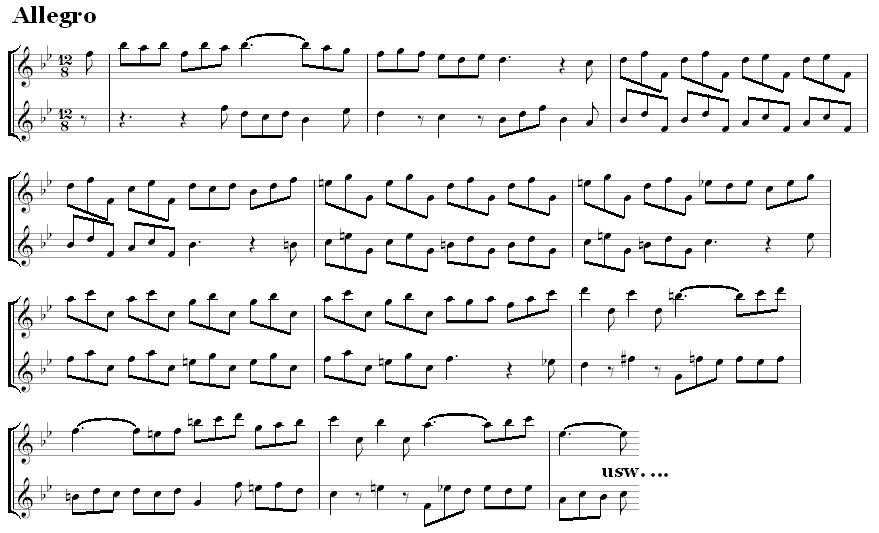
Estratto di un duetto di Georg Philipp Telemann

Nel XVII secolo, sotto Luigi XIV di Francia, la giga raggiunge la Francia dove compare nelle musiche per liuto, grazie a Jacques Gaultier, suonatore di liuto nella corte inglese, dal 1619 al 1649. In forma stilizzata, essa si diffuse rapidamente: la netta divisione originale delle parti è stata offuscata, ed è diventata molto più complessa. Possiamo trovarne un esempio nelle gighe di Jacques Champion de Chambonnières, Louis Couperin e Jean-Henri d'Anglebert. Occasionalmente le gighe venivano chiamate con il nome di allemande giguée. Caratteristiche della giga francese il ritmo in 64 o in 68 saltellante, frasi musicali lunghe, irregolari e imitazioni tra melodia e la linea di basso. Si trova un esempio nelle gighe di Jean-Baptiste Lully, André Campra Pascal Collasse e Jean-Philippe Rameau. In breve tempo la danza si diffonde in tutta Europa e le culture si mischiano tra loro. Nelle composizioni di Henry Purcell, per esempio, si possono trovare differenti gighe, come la giga della Suite The Fairy Queen, ritmicamente molto simili alle gighe francesi di quel periodo.

Nella giga tedesca troviamo dei riferimenti a quella francese, ma anche a quella italiana. Nelle gighe di Johann Jakob Froberger, Dietrich Buxtehude, Georg Böhm e Johann Kuhnau, per esempio si trovano molte caratteristiche di quelle francesi. Anche nelle suite orchestrali di Heinrich Ignaz Franz Biber, Georg Muffat, Philipp Heinrich Erlebach, Johann Heinrich Schmelzer ecc.si preferisce quella francese. I compositori del sud, come Johann Pachelbel, tuttavia, hanno preferito seguire un proprio stile senza cercare di fare imitazioni. Nella varietà di gighe di Johann Sebastian Bach si trovano influenze sia da quelle francesi che italiane e presentano molti difficili passaggi contrappuntistici. Molte suite di Georg Friedrich Händel terminano con un giga in stile italiano. Le sue opere teatrali, come ad esempio la Tersicore (1734), hanno delle gighe di tipo francese. Di Georg Philipp Telemann, ci sono molti esempi, spesso chiamati Allegro o Allegro assai invece che Gigue. Un modo di pensare la giga, totalmente diverso da quello degli altri autori si può trovare in quella della Partita II di Franz von Biber.

In Italia la danza s'identificò con il saltarello e la tarantella e tra i maggiori esemplari troviamo quelle per violino di Arcangelo Corelli e quelle per clavicembalo del XVIII secolo. Verso il 1700, di Bernardo Pasquini, si nota una giga divisa in due parti nella quale è già presente il principio molto diffuso di riprendere il tema iniziale in moto contrario.

Nel 1670, con Jacques Champion de Chambonnières la giga si entra a far parte della suite strumentale.
All'inizio del XVIII secolo, la giga presenta la sua dubbia reputazione. Nel 1711, Edward Pemberton pubblica una raccolta di danze per giovani donne di status più elevato. Conteneva quattro coreografie di gighe dove la musica, in 64, somiglia ritmicamente alle gighe di Purcell. A partire dal XVIII secolo il tema della giga divenne fugato e lo stile imitativo. Nella letteratura del XVIII secolo, la giga è descritta come danza vivace, allegra. Antoine Furetière la descrive gaye et éveilée e Johann Mattheson di "estrema rapidità". Infine, verso la metà dello stesso secolo, la giga decadde quasi in tutta Europa a eccezione dell'Italia dove ha continuato a vivere nella cultura popolare.
La giga venne ripresa recentemente da compositori moderni quali Giuseppe Martucci, Claude Debussy, Igor' Fëdorovič Stravinskij e Arnold Schönberg.

## Caratteristiche
La giga è una danza gaia, vivace, solitamente segnata in allegro sui 100-120 battiti.

Scritta in tempo composto o semplice, le unità di tempo utilizzate per la giga sono: 38, 98, 68, 128, 34, 64 e 94. Un esempio di giga scritta in tempo ternario (128) è quella dei Pieces de Clavessin di Jean-Henri d'Anglebert. Nelle gighe di tedesche, invece, compaiono anche forme di gighe in tempi binari: 24 e 22. Possiamo avere un esempio nella Suite Francese, BWV 812 di Johann Sebastian Bach, dove la giga è scritta in 22.

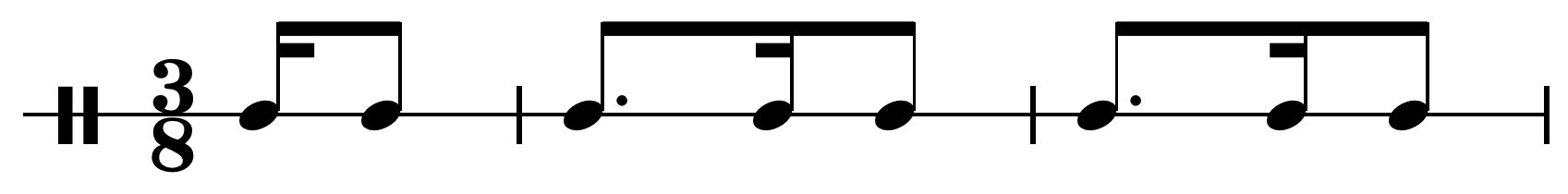
Ritmo della giga.

Solitamente, il ritmo della giga in 38 è composto da una prima battuta anacrusica composta da una semicroma seguita da una croma. La seconda battuta è costituita da una croma puntata, da una semicroma e da una croma. Le battute seguenti continuano con lo stesso ritmo. La giga in 68 è composta da una prima battuta sincopata: semiminima-croma semiminima-croma e da una seconda composta da 2 gruppi di 3 crome. L'accento è solitamente posto sul terzo battere della battuta oppure sui tempi deboli.

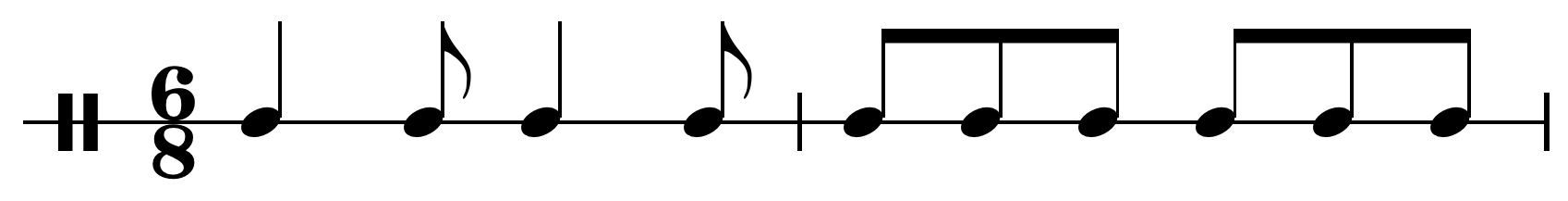
Ritmo della giga.

Nel XVIII secolo le gighe prendono un carattere contrappuntistico e vengono divise in due parti: la prima è molto simile a un fugato, mentre la seconda riprende il tema della prima sezione e lo inverte. Possiamo avere un esempio nella terza delle Suite francesi di Johann Sebastian Bach.
Gli strumenti utilizzati per le gighe sono sia le orchestre da camera barocche che gli strumenti a tastiera, come il clavicembalo e l'organo.